# Carabus planicollis
Carabus planicollis este o specie de gândac de sol  de culoare neagră din subfamilia Carabinae, care este endemică României.
Subspeciile sale sunt:
- Carabus planicollis planicollis
- Carabus planicollis verae